# ハーク! ザ・ヴィレッジ・ウェイト
| 専門評論家によるレビュー | 専門評論家によるレビュー |
| レビュー・スコア         | レビュー・スコア         |
| 出典                     | 評価                     |
| ------------------------ | ------------------------ |
| オールミュージック       | link                     |

『ハーク！ザ・ヴィレッジ・ウェイト』 （Hark! The Village Wait)は1970年にリリースされたイギリスのフォークロック・バンド、スティーライ・スパンのデビューアルバム。 

## 解説
このアルバムは、リリース直後にバンドが解散し、メンバーを変更して再結成されたため、オリジナル・メンバーをフィーチャーした唯一のアルバムで、ライブパフォーマンスは一度も行われていない。このアルバムは2人の女性ヴォーカリスト（マディ・プライヤーとゲイ・ウッズ）をフィーチャーしたスティーライ・スパンの2枚のスタジオ・アルバムのうちの1枚であり、もう1枚は "Time" (1996) である。同じようなサウンドは、数年後にプライヤーがジューン・テイバーと組んでシリー・シスターズを結成した時にも聴かれた。全体的にこのアルバムのサウンドは基本的にフォーク・ミュージックで、ロックなドラミングとベースギターがいくつかの曲に加えられている。バンジョーが "Blackleg Miner"、"Lowlands of Holland"、"One Night as I Lay on My Bed" などの曲でフィーチャーされている。 
アルバムのタイトルの "Wait" は、待つという行為ではなく、「wait (《英古》クリスマスの夜家々を歌い歩く唱歌隊) 」という意味である。ウェイトとは、チューダー時代から19世紀初頭まである町で公費で雇われていた管楽器奏者のことだが、村ではそのような一団を雇うには小さすぎる可能性が高いため、 トーマス・ハーディの小説で言及されているように、ここで言うウェイトはおそらく後のクリスマス・ウェイツだろう。 また "Hark" は「中期英語から; hearの強意形」なので、タイトル全体は「聴け！ 村の歌唱隊を」となる。
長年にわたりバンドはこのアルバムの楽曲に何度も戻ってきた。セカンドアルバム『プリーズ・トゥ・シー・ザ・キング (Please to See the King)』では、"The Blacksmith" の新しいバージョンを提供した。"Blackleg Miner" の新しいライブバージョンは”Back in Line” (1986) に収録され、"Present--The Very Best of Steeleye Span" (2002) では3度目のバリエーションがが提供された。ライブアルバム "On Time" (1982) では "Twa Corbies" を取り上げた。"Copshawholme Fair" は2年前にプライヤーとティム・ハートがアルバム ”Folk Songs of Olde England Vol.2" に収録していた。ニューキャッスルトンとして知られるコプショー・ホルムは、1970年以来フォークフェスティバルの開催地となっている。プライヤーは数年前から、この近くのカンブリア州境を越えたところにある「ストーンズ・バーン」に住んでいる。
このアルバムに収録されている他の曲には、アカペラの "A Calling-On Song"（バンドが録音した多くのアカペラ曲の最初のもの）、"The Hills of Greenmore"、"Dark-Eyed Sailor" などがある。 
ここに収録されている "Lowlands of Holland" のバージョンは、この曲の最も一般的なバージョンとは異なる歌詞を使用している。
アルバムはもともとイギリスでRCAで発売されたもので、ジャケットにはメンバー5人が橋の上に立つ、セピア調の写真が使われている。リリース当時、米国では発売されていなかった。再発盤のジャケットはコブハムのパブ「レザーボトル」のセピア色の画像に変更されており、1975年にUKクリサリスからリリースされた（米国ではUSクリサリスから初めて発売されている）。

## トラックリスト
特記あるものを除き、すべてトラディショナル。 

## パーソネル
- マディ・プライヤー - ボーカル、 5弦バンジョー
- ティム・ハート - ボーカル、エレキギター、エレクトリック・ダルシマー 、 フィドル 、5弦バンジョー、 ハーモニウム
- アシュリー・ハッチングス - ベースギター
- テリー・ウッズ - ボーカル、エレキギター、 コンサーティーナ 、 マンドラ 、5弦バンジョー、 マンドリン
- ゲイ・ウッズ - ボーカル、コンサーティーナ、 オートハープ 、 バウロン

ゲストミュージシャン
- ジェリー・コンウェイ - ドラムス（トラック2-3、5-8）
- デイヴ・マタックス - ドラムス（トラック4、10-12 ）

## 参照資料
1. ↑  waitとは
意味・読み方・使い方、Weblio英和辞典・和英辞典
2. ↑  harkとは
意味・読み方・使い方、Weblio英和辞典・和英辞典
3. ↑  https://mainlynorfolk.info/steeleye.span/songs/acallingonsong.html